# Эмштек
Эмштек (нем. Emstek) — община в Германии, в земле Нижняя Саксония.
Входит в состав района Клоппенбург. Население составляет 11 448 человек (на 31 декабря 2010 года). Занимает площадь 108,13 км².
Коммуна подразделяется на 8 сельских округов.
| Год  | Население |
| ---- | --------- |
| 1990 | 7 345     |
| 1995 | 8 894     |
| 2000 | 10 250    |
| 2005 | 11 217    |
| 2010 | 11 379    |